# إس إس يوروبا (1928)
إس إس يوروبا، التي أصبحت فيما بعد SS Liberté IMO 5607332، عابرة محيطات ألمانية بنيت لنورث جيرمن لويد (NDL) للعمل على الطريق البحري عبر المحيط الأطلسي. كانت هي وشقيقتها بريمن هما أكثر السفن المحيطية توربينات بخارية عالية السرعة تقدمًا في يومهما.

## التاريخ

### أعمال بناء
تم بناء يوروبا في عام 1929 مع شقيقتها إس إس بريمن لتكون ثاني سفينة بالغة 50000 طن تابعة لنورث جيرمن لويد. كلاهما تم تشغيلهما بمحركات توربينات بخارية عالية السرعة متقدمة. [بحاجة لمصدر]

تم تصميم يوروبا وسفينتها الشقيقة الأكبر لتكون بسرعة إبحار 27.5 عقدة، مما يسمح بعبور المحيط الأطلسي لمدة 5 أيام. وقد مكَّن هذا نورث جيرمن لويد من تشغيل معابر أسبوعية منتظمة بسفينتين، وهو إنجاز كان يتطلب سابقًا ثلاث رحلات.  

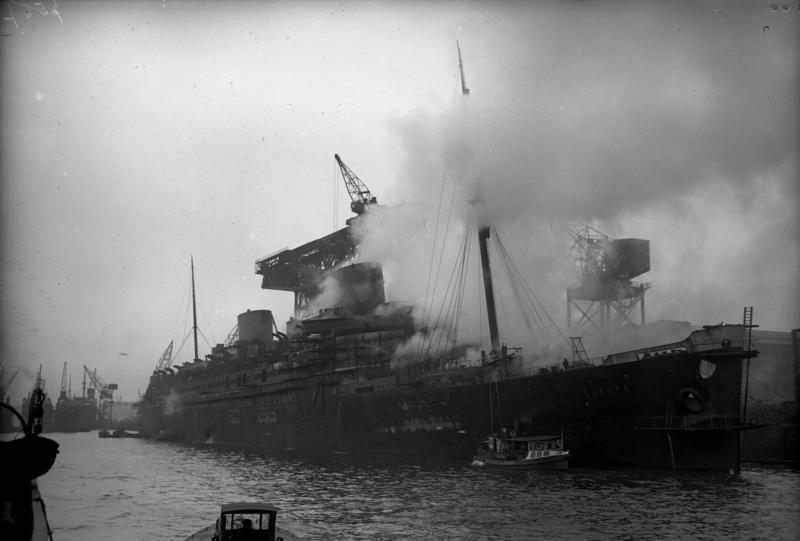
يوروبا واندلاع الحريق

تم إطلاق يوروبا في حوض بناء السفن بلوم+فوس، هامبورغ يوم الأربعاء، 15 أغسطس 1928. كان من المقرر أن تكتمل يوروبا في ربيع عام 1929. ومع ذلك، في صباح يوم 26 مارس 1929، اندلع حريق أثناء وجوده في رصيف المعدات. أندلع الحريق طوال اليوم ولم يكن حتى المساء عندما كانت النيران تحت السيطرة. تضررت توربينات السفينة بشكل كبير، كما تضررت بقية السفينة بشكل كبير. بعد مناقشات طويلة بين شركة البناء وشركة الشحن، تقرر إصلاح السفينة. في غضون أحد عشر شهرًا، تم الانتهاء من السفينة واستكمالها في 22 فبراير 1930. لم يتم تحديد سبب الحريق بوضوح.  

### بلو ريباند
قامت يوروبا برحلتها الأولى إلى نيويورك في 19 مارس 1930 حيث أخذت خط Blue Riband المتجه غربًا من شفينة إس إس بريمن بمتوسط سرعة 27.91 عقدة ووقت عبور 4 أيام و17 ساعة و6 دقائق. وخلال الرحلة انزعج الكثير من ركابها بسبب السخام الذي يخرج من ممرات اسفينة المنخفضة. تم تصحيح المشكلة عن طريق رفع القمع بمقدار 15 قدمًا وبعدها لم تكن هناك شكاوى أخرى. احتجزت خط Riband حتى استعادتها بريمن في يونيو 1933.